# Polythlipta macralis
Polythlipta macralis là một loài bướm đêm trong họ Crambidae.